# 1976-os magyar atlétikai bajnokság
Az 1976-os magyar atlétikai bajnokságon, amely a 81. bajnokság volt. A szabadtéri bajnokságban bevezették a női 400 méteres gátfutást. A csapatversenyeknél az eddigitől eltérően nem öt csak három versenyző alkotott csapatot.

## Helyszínek
- mezei bajnokság: március 28., Dunakeszi, lóversenypálya
- 20 km-es gyaloglás: június 24., Újpest
- összetett bajnokság: augusztus 10–11., Népstadion
- pályabajnokság: augusztus 20–22., Népstadion
- 50 km-es gyaloglás: augusztus 23., Debrecen, Nagyerdő
- maraton: augusztus 30., Margit-sziget
- váltóbajnokság: október 2–3., Népstadion
- ügyességi csapatbajnokság: október 9–10., Népstadion

## Eredmények

### Férfiak
| Versenyszám            | Arany                                                                             | Arany      | Ezüst                                                                                    | Ezüst      | Bronz                                                                      | Bronz      |
| ---------------------- | --------------------------------------------------------------------------------- | ---------- | ---------------------------------------------------------------------------------------- | ---------- | -------------------------------------------------------------------------- | ---------- |
| 100 m                  | Gresa Lajos Ferencvárosi TC                                                       | 10,3       | Tatár István Bp. Honvéd                                                                  | 10,4       | Korona László Bp. Spartacus                                                | 10,5       |
| 200 m                  | Petőházi Tibor Ajkai Alumínium                                                    | 21,5       | Hornyacsek Nándor Újpesti Dózsa                                                          | 21,5       | Nagy István Hevesi SE                                                      | 21,6       |
| 400 m                  | Hornyacsek Nándor Újpesti Dózsa                                                   | 47,3       | Patty István Pécsi MSC                                                                   | 47,7       | Magyar Gyula Bp. Honvéd                                                    | 47,8       |
| 800 m                  | Zsinka András Újpesti Dózsa                                                       | 1:48,1     | Hrenek János Ferencvárosi TC                                                             | 1:48,3     | Paróczai András Szolnoki MÁV                                               | 1:48,8     |
| 1500 m                 | Zemen János Újpesti Dózsa                                                         | 3:45,5     | Hrenek János Ferencvárosi TC                                                             | 3:46,2     | Szántó Tamás Újpesti Dózsa                                                 | 3:46,4     |
| 5000 m                 | Kispál László Komlói Bányász                                                      | 13:47,8    | Horváth Béla Ferencvárosi TC                                                             | 13:48,4    | Török János Szegedi EOL                                                    | 13:48,8    |
| 10 000 m               | Fancsali András Újpesti Dózsa                                                     | 28:33,4    | Mohácsi Péter MTK-VM                                                                     | 28:34,4    | Kerékjártó István Újpesti Dózsa                                            | 28:39,4    |
| 4 × 100 m              | Fehér István Horváth István Szélessy György Hornyacsek Nándor Újpesti Dózsa       | 41,3       | Király László Lépold Endre Varga János Solymossy Attila Pécsi MSC                        | 41,4       | Farkas Tibor Gyarmati Menyhért Telegdy Gyula Koppányi Zsolt Soroksári VOSE | 41,5       |
| 4 × 200 m              | Babinszky Tibor Széll István Sereg János Heinrich Viktor BEAC                     | 1:27,5     | Király László Varga János Lépold Endre Solymossy Attila Pécsi MSC                        | 1:28,1     | Szélessy György Árva István Horváth István Hornyacsek Nándor Újpesti Dózsa | 1:28,3     |
| 4 × 400 m              | Kristóf Ferenc Árva István Zsinka András Hornyacsek Nándor Újpesti Dózsa          | 3:15,7     | Farkas Róbert Hámori Róbert Zöld László Gergely Béla Keszthelyi Haladás                  | 3:16,7     | Balogh Péter Szedmák Attila Takács József Paulinyi Péter Bp. Vasas         | 3:16,9     |
| 4 × 800 m              | Fekete Sándor Szántó Tamás Zemen János Zsinka András Újpesti Dózsa SE             | 7:24,0     | Hrenek János Horváth Béla Szatmári Sándor Gödöny István Ferencvárosi TC                  | 7:32,8     | Benyovszky István Lengyel János Szekeres János Molnár Sándor Bp. Honvéd    | 7:38,0     |
| 4 × 1500 m             | Kerékjártó István Szántó Tamás Zsinka András Zemen János Újpesti Dózsa            | 15:10,4    | Szatmári Sándor Horváth Béla Hazai Balázs Hrenek János Ferencvárosi TC                   | 15:28,4    | Benyovszky István Molnár Sándor Szekeres János Sinkó György Bp. Honvéd     | 15:42,8    |
| 110 m gát              | Milassin Lóránd Bp. Honvéd                                                        | 13,8       | Bognár László Szegedi EOL                                                                | 14,0       | Dóczi Ferenc Olajbányász                                                   | 14,4       |
| 400 m gát              | Aradi János BVSC                                                                  | 52,4       | Kövesdi István Ózdi Kohász                                                               | 52,6       | Koppányi Zsolt Soroksári VOSE                                              | 53,3       |
| 3000 m akadály         | Kocsis László Diósgyőri VTK                                                       | 8:47,4     | Mester János Debreceni ASE                                                               | 8:47,6     | Sári Elek Debreceni ASE                                                    | 8:54,4     |
| 20 km gyaloglás        | Sztankovics Imre BEAC                                                             | 1:33:43,8  | Dalmati János Bp. Honvéd                                                                 | 1:35:15,2  | Tábori János Bp. Honvéd                                                    | 1:36:36,4  |
| 50 km gyaloglás        | Danovszky Ferenc Bp. Építők                                                       | 4:22:20,4  | Sátor László Bp. Honvéd                                                                  | 4:23:55,8  | Tábori János Bp. Honvéd                                                    | 4:25:13,8  |
| magasugrás             | Major István Bp. Honvéd                                                           | 215 cm     | Sára István BVSC                                                                         | 208 cm     | Jámbor József TFSE                                                         | 208 cm     |
| távolugrás             | Kövesi Tibor Csepel SC                                                            | 782 cm     | Szalma László Bp. Vasas                                                                  | 781 cm     | Németh Gyula Bakony Vegyész                                                | 779 cm     |
| hármasugrás            | Katona Gábor Bp. Honvéd                                                           | 15,97 m    | Uri József BEAC                                                                          | 15,97 m    | Bakosi Béla Nyíregyházi VSC                                                | 15,74 m    |
| rúdugrás               | Veisz János Bp. Honvéd                                                            | 521 cm     | Kalmár Mihály Bp. Spartacus                                                              | 490 cm     | Franke László Bp. Honvéd                                                   | 490 cm     |
| súlylökés              | Faragó János Diósgyőri VTK                                                        | 19,11 m    | Várkonyi Gábor MTK-VM                                                                    | 18,08 m    | Szabó László Videoton                                                      | 18,03 m    |
| diszkoszvetés          | Tégla Ferenc Újpesti Dózsa                                                        | 64,12 m    | Faragó János Diósgyőri VTK                                                               | 64,10 m    | Szegletes Ferenc Bp. Építők                                                | 59,40 m    |
| gerelyhajítás          | Paragi Ferenc Csepel SC                                                           | 85,00 m    | Boros Sándor Újpesti Dózsa                                                               | 84,74 m    | Németh Miklós Bp. Vasas                                                    | 84,14 m    |
| kalapácsvetés          | Tamás Gábor Soroksári VOSE                                                        | 69,30 m    | Encsi István Bp. Építők                                                                  | 69,06 m    | Zeitler Kálmán Ferencvárosi TC                                             | 65,76 m    |
| tízpróba               | Kiss Árpád Újpesti Dózsa                                                          | 7499       | Sepsy András MTK-VM                                                                      | 7291       | Sallay Béla Bp. Vasas                                                      | 6969       |
| maraton                | Sinkó György Bp. Honvéd                                                           | 2:21:41,8  | Szekeres Ferenc Csepel SC                                                                | 2:22:53,6  | Kárai Kázmér Csepel SC                                                     | 2:25:18,8  |
| mezei futás            | Török János Szegedi EOL                                                           | 38:18,8    | Fancsali András Újpesti Dózsa                                                            | 38:28,0    | Kerékjártó István Újpesti Dózsa                                            | 38:48,8    |
| csapat 20 km gyaloglás | Dalmati János Tábori János Sátor László Bp. Honvéd                                | 4:51:48,4  | Grandpierre Csaba Antal Andor Török Imre Szegedi VSE                                     | 5:23:52,6  | Márton Attila Riskó István Lányi Lajos MÁVAG                               | 5:23:57,0  |
| csapat 50 km gyaloglás | Sátor László Tábori János Dalmati János Bp. Honvéd                                | 13:16:53,6 | Danovszky Ferenc Jung András Tesch Ferenc Bp. Építők                                     | 14:39:18,4 | Lányi Lajos Márton Attila Riskó István MÁVAG                               | 14:40:35,0 |
| csapat 5000 m          | Pfeffer Ottó Báthori Gábor Horváth Béla Hrenek János Hazai Balázs Ferencvárosi TC | 63         | Kerékjártó István Fancsali András Tarnóczky György Tóth László Máté Sándor Újpesti Dózsa | 89         | Diósgyőri VTK                                                              | 121        |
| csapat maraton         | Szekeres Ferenc Kárai Kázmér Mocsári Endre Csepel SC                              | 7:29:31,6  | Póczos Gyula Tóth Gyula Bán György Ózdi Kohász                                           | 7:50:56,8  | Kiss József Kósa János Kovács Attila Nyíregyházi VSC                       | 7:57:13,6  |
| csapat magasugrás      | Jámbor József Nyikos Tivadar Győrke László TFSE                                   | 203,3 cm   | Major István Széles István Várhalmi Attila Bp. Honvéd                                    | 198,7 cm   | Kujalek Károly Maloviczki Sándor Lantos Zoltán Kun Béla SE                 | 196,66 cm  |
| csapat távolugrás      | Sárközi András Sarudi Károly Fülöp Péter Ferencvárosi TC                          | 707 cm     | Kandár Tibor Parti Tibor Dóczi Ferenc Olajbányász                                        | 699 cm     | Katona Gábor Cziffra Zoltán Pongrácz József Bp. Honvéd                     | 696,3 cm   |
| csapat hármasugrás     | Cziffra Zoltán Katona Gábor Balogh Miklós Bp. Honvéd                              | 15,40 m    | Kiss László Uri József Andor BEAC                                                        | 14,99 m    | Kiss Skultéti László Kovács Csaba TFSE                                     | 14,71 m    |
| csapat rúdugrás        | Viskovics Károly Lévai József Anderle Dénes Újpesti Dózsa                         | 430 cm     | Sidó Szabolcs Hausz Frigyes Kismartoni Ferenc MAFC                                       | 420 cm     | Veisz János Franke László Kiss Imre Bp. Honvéd                             | 420 cm     |
| csapat súlylökés       | Várkonyi Gábor Káldi István Kovács József MTK-VM                                  | 15,21 m    | Kácsor István Lendvai Pál Csiszár Ferenc Gödöllői EAC                                    | 15,13 m    | Csere Jenő Lukács László Hochstein Tamás Bp. Honvéd                        | 15,06 m    |
| csapat diszkoszvetés   | Tégla Ferenc Szabó László Hoffmann János Újpesti Dózsa                            | 53,35 m    | Szauer Pál Holló Csaba Lukács László Bp. Honvéd                                          | 52,44 m    | Szegletes Ferenc Encsi István Linbach Bp. Építők                           | 48,30 m    |
| csapat gerelyhajítás   | Kulcsár Gergely Imre László Harmati Sándor TFSE                                   | 70,97 m    | Paragi Ferenc Bakai József Bálint Béla Csepel SC                                         | 69,87 m    | Kiss Gábor Máté Ferenc Gulácsi Péter Szegedi EOL                           | 68,75 m    |
| csapat kalapácsvetés   | Encsi István Gaál Gyula Szegletes Ferenc Bp. Építők                               | 59,15 m    | Bózsa Lajos Eckschmiedt Sándor Szabó László Újpesti Dózsa                                | 57,35 m    | Kumor Péter Ritz Zoltán Thomasz Imre Csepel SC                             | 57,04 m    |
| csapat mezei futás     | Fancsali András Kerékjártó István Máthé Sándor Tarnóczky György Újpesti Dózsa     | 36         | Babinyecz József Szekeres Ferenc Kárai Kázmér Kónya Attila Csepel SC                     | 49         | Pfeffer Ottó Báthory Gábor Hazai Balázs Janek Ferencvárosi TC              | 77         |

### Nők
| Versenyszám          | Arany                                                            | Arany    | Ezüst                                                                      | Ezüst    | Bronz                                                                     | Bronz    |
| -------------------- | ---------------------------------------------------------------- | -------- | -------------------------------------------------------------------------- | -------- | ------------------------------------------------------------------------- | -------- |
| 100 m                | Könye Irma Bp. Honvéd                                            | 11,3     | Orosz Irén Újpesti Dózsa                                                   | 11,4     | Bartha Angéla Salgótarjáni Kohász                                         | 11,5     |
| 200 m                | Könye Irma Bp. Honvéd                                            | 23,9     | Orosz Irén Újpesti Dózsa                                                   | 24,2     | Séfer Rozália Szombathelyi Haladás                                        | 24,3     |
| 400 m                | Tóth Éva Bp. Honvéd                                              | 54,4     | Séfer Rozália Szombathelyi Haladás                                         | 54,8     | Sebők Klára Bp. Vasas                                                     | 55,2     |
| 800 m                | Lipcsei Irén Debreceni MTE                                       | 2:04,2   | Lázár Magdolna Debreceni EAC                                               | 2:06,1   | Váczi Éva Csepel SC                                                       | 2:06,7   |
| 1500 m               | Lázár Magdolna Debreceni EAC                                     | 4:18,9   | Völgyi Zsuzsa Ferencvárosi TC                                              | 4:19,4   | Szenteleki Sára Bp. Építők                                                | 4:21,0   |
| 3000 m               | Völgyi Zsuzsa Ferencvárosi TC                                    | 9:23,0   | Szenteleki Sára Bp. Építők                                                 | 9:27,2   | Csipán Borbála Bp. Honvéd                                                 | 9:27,8   |
| 4 × 100 m            | Ziegner Anikó Lukics Ildikó Tóth Éva Könye Irma Bp. Honvéd       | 46,2     | Baumann Gizella Orosz Irén Bruzsenyák Ilona Kósa Erika Újpesti Dózsa       | 47,5     | Nagy Katalin Petrika Ibolya Krizsanyik Mária Szabó Ildikó Nyíregyházi VSC | 47,8     |
| 4 × 200 m            | Ziegner Anikó Lukics Ildikó Tóth Éva Könye Irma Bp. Honvéd       | 1:37,1   | Suhaj Margit Krizsanyik Mária Petrika Ibolya Szabó Ildikó Nyíregyházi VSC  | 1:38,9   | Kósa Erika Bruzsenyák Ilona Orosz Irén Baumann Gizella Újpesti Dózsa      | 1:40,3   |
| 4 × 400 m            | Mohácsi Éva Lukics Ildikó Könye Irma Tóth Éva Bp. Honvéd         | 3:39,6   | Lázár Magdolna Várhalmi Ilona Petrika Erzsébet Boros Andrea Debreceni EAC  | 3:50,2   | Váczi Éva Czene Zsuzsa Babinyecz Józsefné Diószegi Éva Csepel SC          | 3:51,2   |
| 4 × 800 m            | Zsilák Ilona Babinyecz Józsefné Diószegi Éva Váczi Éva Csepel SC | 8:48,8   | Nyakó Katalin Lukács Zsuzsa Kocsis Erzsébet Fessler Zsuzsa Nyíregyházi VSC | 8:57,4   | Lipcsei Irén Szücs Kornélia Kovács Márta Karnik Irén Debreceni MTE        | 9:08,2   |
| 100 m gát            | Bruzsenyák Ilona Debreceni EAC                                   | 13,5     | Siska Xénia Bp. Vasas                                                      | 13,7     | Bartha Angéla Salgótarjáni Kohász                                         | 13,7     |
| 400 m gát            | Mohácsi Éva Bp. Honvéd                                           | 1:01,1   | Baumann Gizella Újpesti Dózsa                                              | 1:02,8   | Orosz Irén (atléta) Újpesti Dózsa                                         | 1:03,1   |
| magasugrás           | Rudolf Erika MAFC                                                | 181 cm   | Mátay Andrea MAFC                                                          | 181 cm   | Szűcs Erzsébet Dunaújvárosi KohászGubán Gabriella Dunaújvárosi Kohász     | 178 cm   |
| távolugrás           | Szabó Ildikó Nyíregyházi VSC                                     | 666 cm   | Papp Margit Csepel SC                                                      | 654 cm   | Ziegner Anikó Bp. Honvéd                                                  | 642 cm   |
| súlylökés            | Irányi Margit Bp. Honvéd                                         | 16,58 m  | Menyhárt Krisztina Bp. Honvéd                                              | 15,61 m  | Papp Margit Csepel SC                                                     | 15,60 m  |
| diszkoszvetés        | Herczeg Ágnes Csepel SC                                          | 56,72 m  | Varga Gabriella Bp. Honvéd                                                 | 55,16 m  | Pallai Sándorné Diósgyőri VTK                                             | 54,00 m  |
| gerelyhajítás        | Fekete Viktória Újpesti Dózsa                                    | 56,50 m  | Janák Mária Bajai SK                                                       | 51,86 m  | Paulányi Magdolna Bp. Honvéd                                              | 51,38 m  |
| ötpróba              | Papp Margit Csepel SC                                            | 4697     | Szabó Ildikó Nyíregyházi VSC                                               | 4467     | Klenóczky Bea Bp. Vasas                                                   | 4070     |
| mezei futás          | Lázár Magdolna Debreceni EAC                                     | 10:29,6  | Csipán Borbála Bp. Honvéd                                                  | 10:31,0  | Babinyecz Józsefné Csepel SC                                              | 10:32,8  |
| csapat magasugrás    | Éger Zsuzsa Morvai Katalin Kreisz Andrea TFSE                    | 172,7 cm | Rudolf Erika Mátay Andrea Dudás Éva MAFC                                   | 170,7 cm | Sámuel Edit Scheffer Irma Mátyás Éva Bp. Spartacus                        | 168,7 cm |
| csapat távolugrás    | Milassin Lórándné Pap Mária Lukics Ildikó Bp. Honvéd             | 605 cm   | Lajer Klára Cserjés Mária Máté Ella TFSE                                   | 589,7 cm | Szabó Ildikó Zarnóczay Klára Kupecz Ilona Nyíregyházi VSC                 | 586 cm   |
| csapat súlylökés     | Irányi Margit Menyhárt Krisztina Armuth Edit Bp. Honvéd          | 15,39 m  | Tiszavölgyi Aranka Vranyecz Irén Horváth Gabriella Bp. Honvéd B            | 13,54 m  | Herczeg Ágnes Csőke Katalin Papp Margit Csepel SC                         | 12,93 m  |
| csapat diszkoszvetés | Csőke Katalin Herczeg Ágnes Papp Margit Csepel SC                | 48,21 m  | Varga Gabriella Vranyecz Irén Irányi Margit Bp. Honvéd                     | 46,60 m  | Kontsek Jolán Ketykó Teréz Kovács Éva Újpesti Dózsa                       | 44,19 m  |
| csapat gerelyhajítás | Fekete Viktória Ferenczy Zsuzsa Varga Ágnes Újpesti Dózsa        | 43,89 m  | Krajcsovics Józsefné Balogh Erzsébet Lukács Edit Bp. Honvéd                | 42,01 m  | Toma Ibolya Hegedűs Katalin Ábrahám Zsuzsa Pécsi MSC                      | 41,11 m  |
| csapat mezei futás   | Babinyecz Józsefné Zsilák Ilona Váczi Éva Csepel SC              | 33       | Szenteleki Sára Velekei Márta Pócza Ildikó Bp. Építők                      | 46       | Csipán Borbála Mohácsi Éva Könye Irma Bp. Honvéd                          | 46       |

## Magyar atlétikai csúcsok
- fp. 60 m 6.4 Vcs. Gresa Lajos Budapest 1. 17.
- gerelyhajítás 94.58 m Vcs. Németh Miklós Montreal 7. 26.